# Спорт в Казани
Казань, столица Республики Татарстан, является одним из самых развитых в спортивном плане городов России, а также одним из лидеров по числу побед в различных видах спорта.

## История проведения крупных спортивных мероприятий
С 23 по 25 октября 2009 года в городе прошёл I Всероссийский спортивный форум «Россия — спортивная держава», целями которого были развитие физической культуры и спорта, международное спортивное сотрудничество, а также пропаганда здорового образа жизни в стране. Дата и место проведения форума были установлены указом Президента Российской Федерации Дмитрия Медведева от 27 июля 2009 года. 23 октября 2009 года Дмитрий Медведев принял участие в открытии форума. Работали на  форуме около 1 400 человек, в том числе 1 000 российских участников и 300 иностранных гостей.
2 декабря 2010 года, по результатам голосования в Цюрихе, Россия получила право проведения чемпионата мира по футболу в 2018 году, а Казань вошла в список отечественных городов, которые принимают у себя матчи этих вторых по зрелищности спортивных соревнований в мире, а также матчей предшествующего Кубка конфедераций 2017 года. 
С 2011 года в Казани, однои из трёх российских городов наряду с Санкт-Петербургом и Москвой, начали проводиться гонки чемпионата мира «Формула-1» на воде (F1H2O) Международного союза водно-моторного спорта (UIM), популярные у десятков тысяч зрителей горожан и гостей города.
С 6 по 17 июля 2013 года, впервые в постсоветской России, в Казани прошла XXVII Всемирная летняя Универсиада, которая, по заявлению президента Международной федерации студенческого спорта (FISU) Клода-Луи Галльена, стала лучшей за всю историю проведения всемирных студенческо-молодёжных спортивных соревнований.
С 24 июля по 9 августа 2015 года Казань была местом проведения одного из самых мультиспортивных и зрелищных в мире 16-го чемпионата мира по водным видам спорта (Акватики), проводящегося под эгидой Международной федерации плавания (FINA).
С 2017 года в Казани впервые в России при большом аншлаге десятков тысяч горожан и гостей города стали проводиться этапы чемпионат мира по легкой спортивной авиации Red Bull Air Race.
В декабре 2019 года в Казани проходил Гранд-финал Кубка России по киберспорту на базе Поволжской государственной академии физической культуры, спорта и туризма
В городе прошли и планируются множество чемпионатов и первенств Татарстана, России, Европы и мира, матчи Лиги Чемпионов УЕФА по футболу, постоянно проводятся татарстанские и всероссийские спартакиады, несколько ежегодных международных «домашних» чемпионатов и кубков. Есть предложения о проведении в городе летних Олимпийских игр.

## Спортивные объекты города

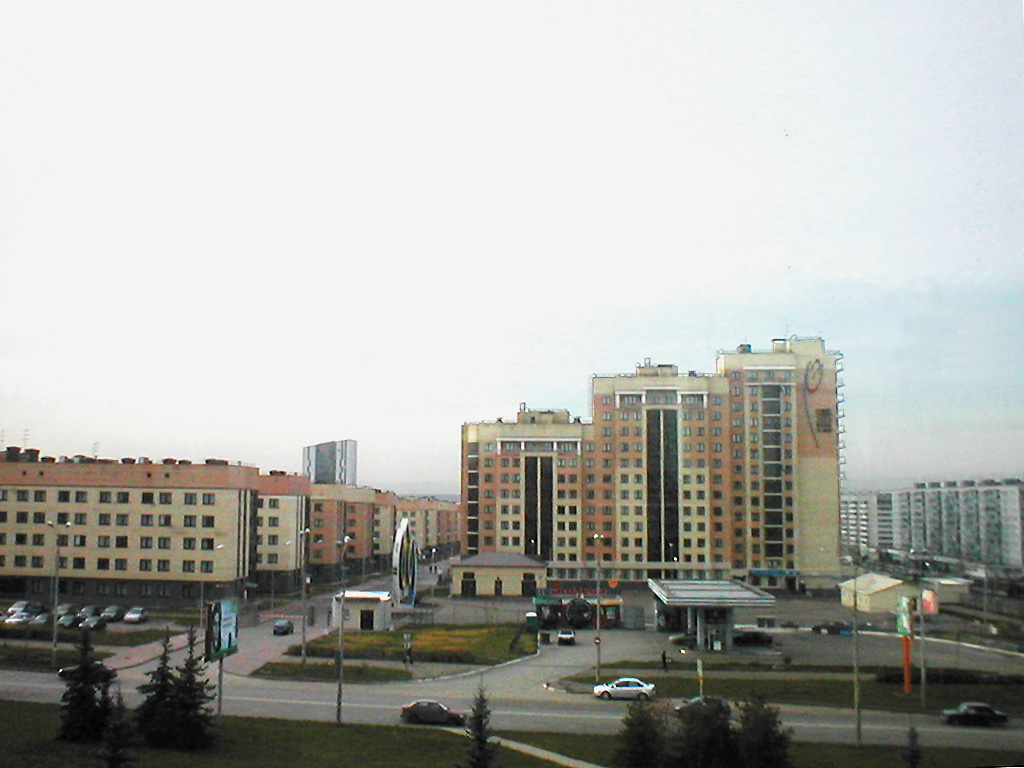
Деревня Универсиады в Казани.

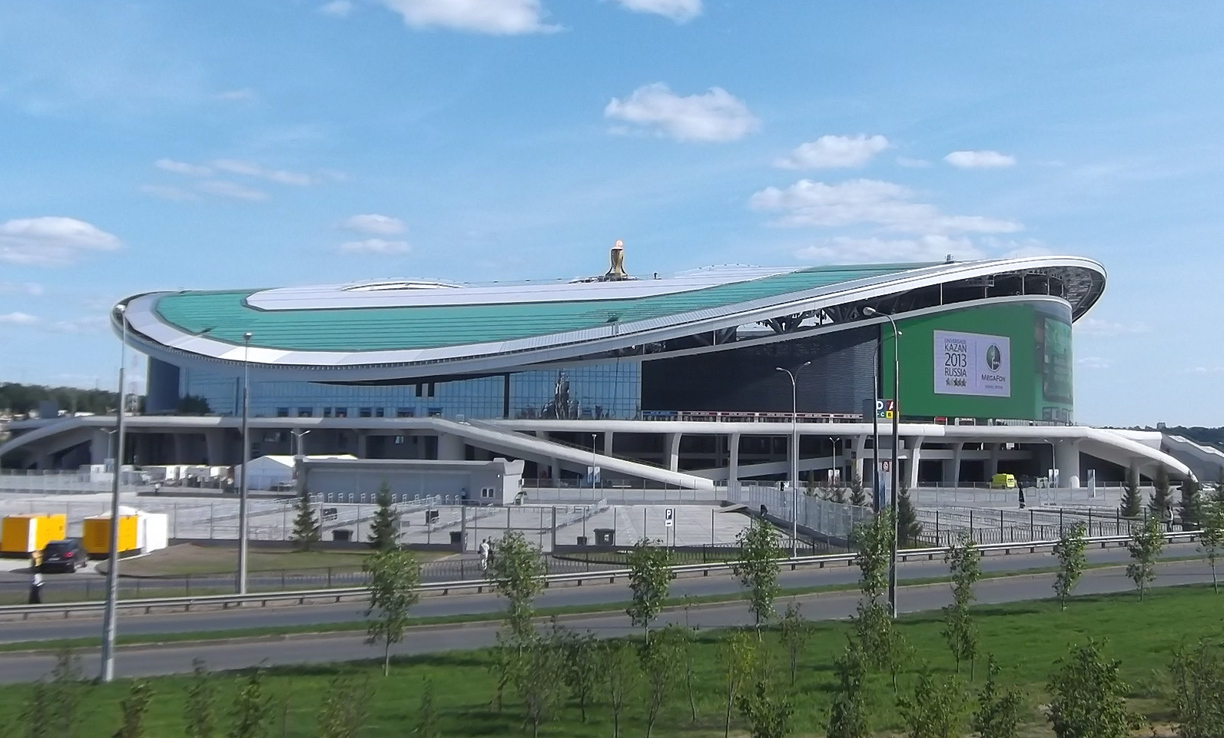
Стадион «Казань Арена»

За три года до проведения XXVII Всемирной летней Универсиады 2013 года в Казани сооружена и используется как студенческий кампус Деревня Универсиады. Она также используется как 
федеральный центр по подготовке сборных команд по летним игровым видам спорта. На сегодняшний день в России нет аналогичных комплексов, и его создание позволило сформировать современную базу для развития студенческого спорта в целом и подготовки спортсменов сборных команд России.
16 июля 2010 года приказом Министерства спорта, туризма и молодёжной политики Российской Федерации из города Набережные Челны в город Казань переведена Камская государственная академия физической культуры, спорта и туризма и переименована в Федеральное государственное образовательное учреждение высшего профессионального образования Поволжская государственная академия физической культуры, спорта и туризма.
В городе находится множество крупных спортивных объектов российского и мирового уровня, в том числе те, которые сооружены как арены Универсиады-2013. С 2013 года действует один из крупнейших в России новый многофункциональный стадион «Ак Барс Арена» вместимостью 45 000 зрителей, который стал главной ареной XXVII Всемирной летней Универсиады 2013 года и принимает матчи футбольного Кубка конфедераций 2017 года и чемпионата мира по футболу 2018 года. Другой крупный стадион «Центральный» также соответствует статусу «Элит» УЕФА. Казанский ипподром — крупнейший в России и один из крупнейших ипподромов в Европе. Такие арены, как Дворец водных видов спорта, дворец игровых видов спорта «Баскет-холл», ледовый дворец спорта «Татнефть Арена», спортивный комплекс «Казанская академия тенниса», Дворец единоборств «Ак Барс», Центр хоккея на траве, Центр волейбола «Санкт-Петербург», Центр бокса и настольного тенниса, Центр гимнастики, Центр бадминтона, многоцелевой стадион хоккея с мячом «Ракета», а также Гребной канал на озере Средний Кабан — одни из крупнейших в России и способны принимать международные соревнования высшего уровня. Вблизи города действуют круглогодичный горнолыжно-спортивно-оздоровительный комплекс «Казань» в Верхнеуслонском районе, центр стендовой стрельбы (из лука и арбалета) в Свияжске, парашютно-авиаспортивный центр в Куркачах, автодром «Казань Ринг».

## Титулованные спортивные клубы
На уровне командных видов спорта Казань представлена множеством титулованных клубов: двукратный чемпион России по футболу ФК «Рубин», четырёхкратный чемпион России по хоккею ХК «Ак Барс», пятикратный чемпион России по волейболу среди мужских команд и двукратный победитель Лиги чемпионов сезонов 2007/2008 и 2011/2012 годов ВК «Зенит» (Казань), двукратный чемпион России по волейболу среди женских команд ВК «Динамо-Казань», чемпион и неоднократный призёр чемпионата России по баскетболу «УНИКС». Также признанностью и популярностью пользуются такие клубы, как обладатель Кубка мира и чемпион России ХК «Динамо-Казань» (хоккей с мячом), чемпион России и кубка Лен Трофи «Синтез» (водное поло), практически бессменный в последние полтора десятка лет чемпион России «Динамо» (хоккей на траве). На рубеже 2009/2010 годов в городе уникальным образом одновременно находились (и совместно выставлялись для осмотра широкой публикой) выигранные казанскими клубами кубки чемпионов России по всем основным командным игровым видам спорта — футболу, хоккею, волейболу, баскетболу.

## Награды города в области спорта
- В декабре 2009 года Казань стала лауреатом национальной премии «Золотая команда России» в номинации «Спортивная столица года», учреждённой в рамках реализации Федеральной целевой программы «Развитие физической культуры и спорта в Российской Федерации на 2006—2015 годы» Министерством спорта туризма и молодёжной политики Российской Федерации, редакцией газеты «Советский спорт» и издательским домом «Комсомольская правда»[1].
- 12 апреля 2012 года Казань стала обладателем гран-при ежегодной международной премии за главное достижение в сфере рекламы и маркетинговых коммуникаций «Бренд года — 2011» («Effie Awards Russia») в Москве в категории «Новое имя» «за успешное формирование имиджа города как спортивной столицы России». Впервые за всю историю премии (в России премия присуждается с 1998 года) брендом года стал не продукт, не компания и не услуга, а — целый город[11][12].

## Наиболее популярные виды спорта

### Футбол

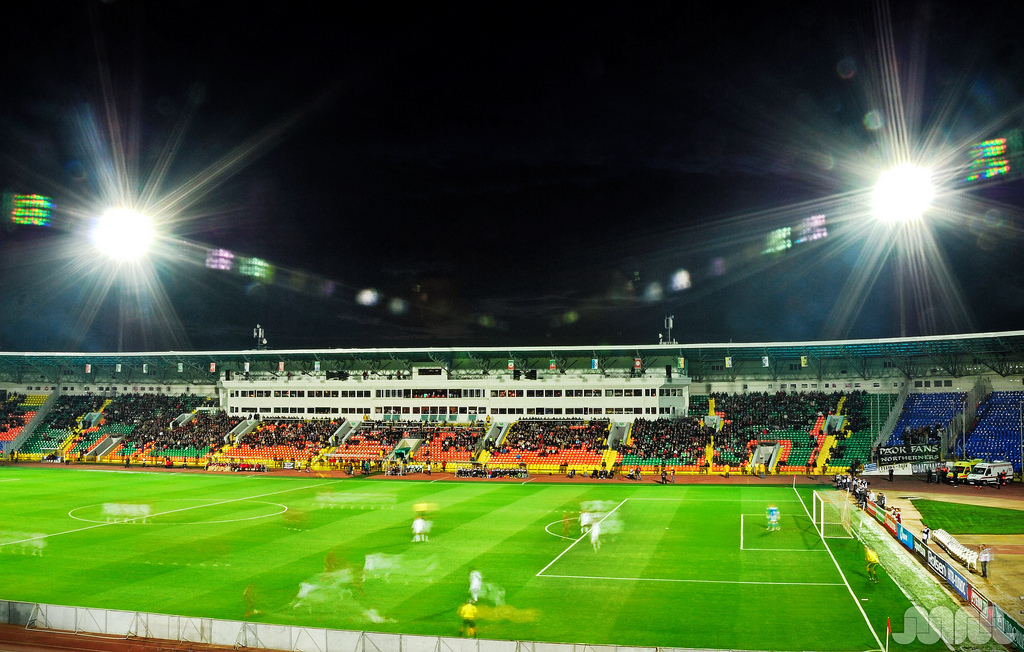
Стадион «Центральный»

В 1911 году спортивное общество «Сила и здоровье» провело первые тренировки по игре в футбол на площадке в Старом Аракчино. После революции 1917 года большое влияние на казанский футбол стало оказывать старейшее спортивное общество города «Флорида». С 1919 года стало регулярно проводиться первенство Казани. На базе «Флориды» для участия во всесоюзных соревнованиях была сформирована сборная города. В 1922 и 1924 годы казанцы занимали 3-е место в чемпионате РСФСР. В 1926 году на смену «Флориде» пришло ДСО «Динамо», в 1926 вновь занявшее 3-е место в чемпионате РСФСР. В 1930-е годы на заводе имени Горбунова была образована футбольная команда, впоследствии ставшая называться «команда Ленинского района» (она же п/я 747), «Крылья Советов», «Искра» и, наконец, «Рубин», который в данный момент является основным футбольным клубом города. 
Достижения ФК «Рубин»:
- Чемпион России 2008, 2009 годов
- Бронзовый призёр чемпионатов России 2003 года и 2010 года.
- Обладатель Кубка России 2011/2012
- Обладатель Супер кубка России 2009/2010
- Обладатель Кубка чемпионов Содружества 2010

Ранее главным городским был стадионом «Центральный», вмещающий около 30 000 зрителей. В сезоне-2011/12 средняя посещаемость «Центрального» составила 16109 зрителей. В 2013 году введён в строй новый стадион «Казань-Арена» вместимостью 45 000 зрителей, который стал основной ареной казанского клуба.
В городе также имеется футбольный клуб «Рубин-2», в 2004—2015 годах выступавший во втором дивизионе ПФЛ, зоне «Урал-Поволжье». Клуб является фарм-клубом ФК «Рубин». Свои домашние игры «Рубин-2» проводит на стадионе «Рубин» вместимостью 10 000 зрителей.
Действуют крупная современная база ФК «Рубин» и одна из крупнейших в России детско-юношеская спортивная школа юного футболиста «Рубин».

### Хоккей
Хоккей с шайбой представляет:
- ХК «Ак Барс»:

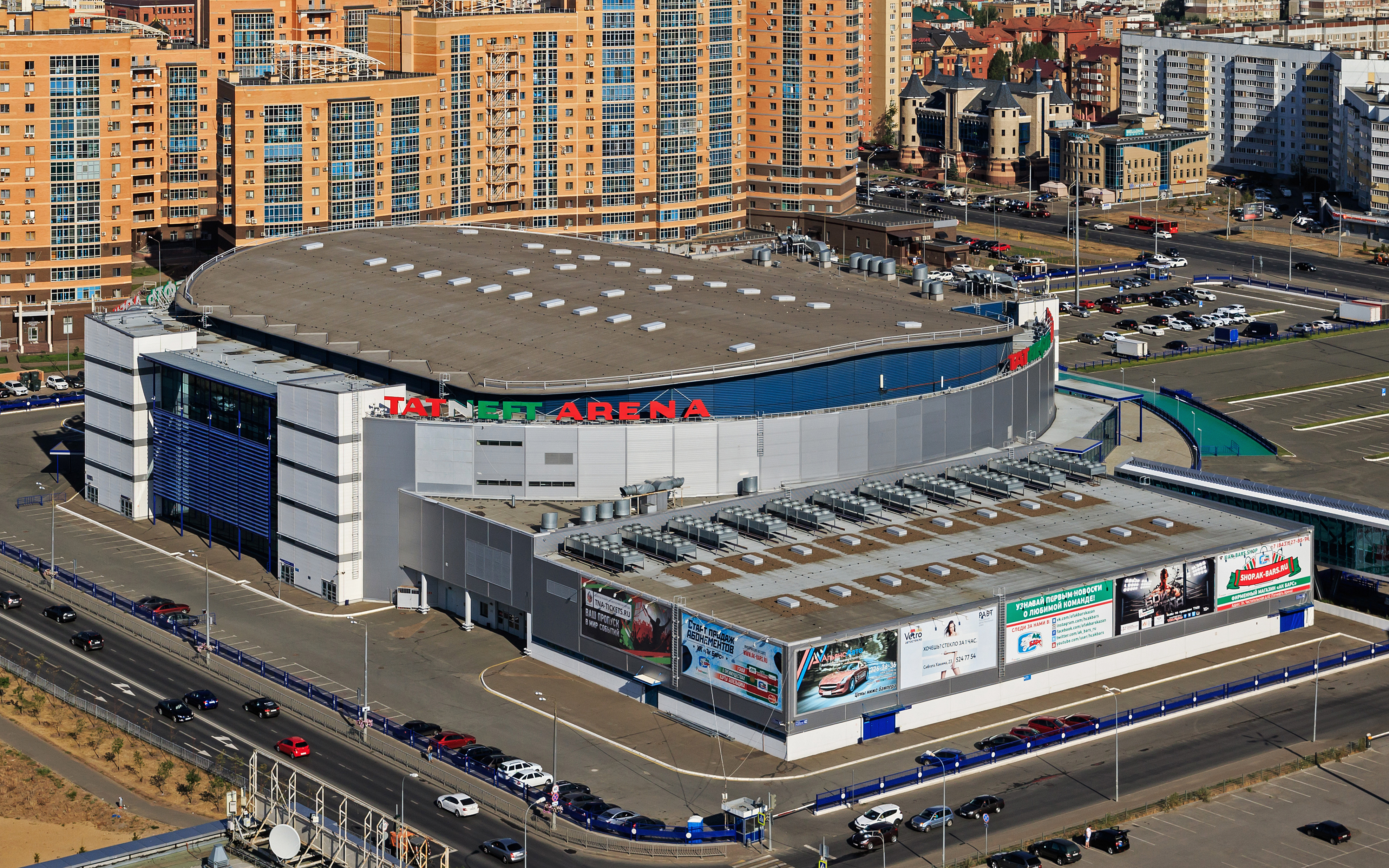
«Татнефть-Арена»

  - Трёхкратный обладатель Кубка Гагарина (2008/2009, 2009/2010 ,2017/2018)
  - Пятикратный чемпион России (1997/1998, 2005/2006, 2008/2009, 2009/2010, 2017/2018)
  - Трёхкратный серебряный призёр чемпионатов России (1999/2000, 2001/2002, 2006/2007 годов)
  - Бронзовый призёр чемпионата России (2003/2004 года)
  - Обладатель Кубка Восточной конференции КХЛ сезона 2009/2010
  - Обладатель Кубка Открытия сезона 2009/2010
  - Двукратный чемпион РСФСР (1962, 1976)
  - Обладатель Кубка европейских чемпионов в 2007 году.
  - Обладатель Континентального кубка 2008 года
  - Бронзовый призёр Континентального кубка 1999 года

Главным ледовым стадионом Казани является «Татнефть-Арена», вместимость — 8900 зрителей, открыта в 2005 году. Средняя посещаемость арены в сезоне 2010—2011 — 8081 зрителя. Также в городе имеется Дворец спорта, вместимость — 3845 зрителей, открыт в 1966 году.
Молодёжными командами «Ак Барса» являются «Барс» и «Ирбис».

### Волейбол
Мужской волейбол представлен командой:
- «Зенит-Казань»:
  - 5-кратный чемпион России — 2007, 2009, 2010, 2011, 2012
  - 3-кратный победитель Кубка России — 2004, 2007, 2009
  - 2-кратный победитель Лиги чемпионов — 2008, 2012
  - Серебряный призёр Лиги чемпионов - 2011
  - 3-кратный бронзовый призёр чемпионатов России — 2004, 2005, 2008
  - 2-кратный бронзовый призёр чемпионата мира среди клубов — 2009 и 2011.
  - 2-кратный бронзовый призёр Кубка России — 2008, 2010.

Женский волейбол представлен командой «Динамо-Казань».
- 2-кратный чемпион России — 2011, 2012
- Обладатель Кубка России — 2010.
- Финалист Кубка России — 2011.

Домашние игры волейболисты проводят в Центре волейбола «Санкт-Петербург» (вместимость большого зала — 4 600 зрителей).

### Баскетбол

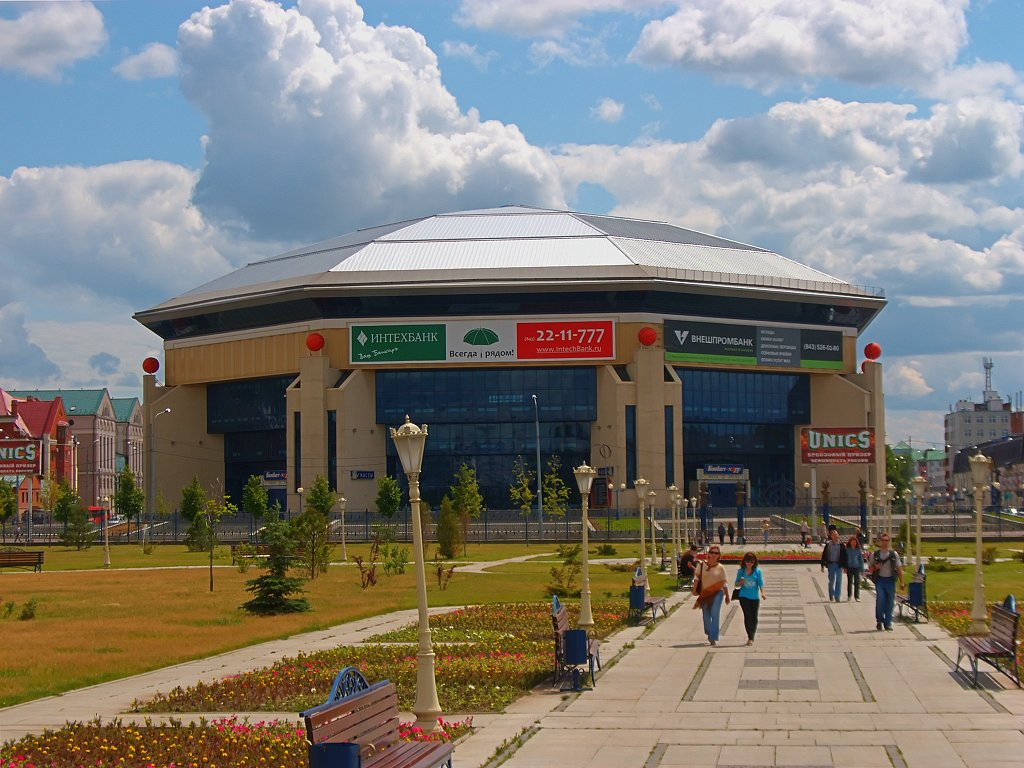
Баскет-холл

Мужской баскетбол в Казани представляет:
- БК «УНИКС»:
  - Чемпион России и победитель Единой лиги ВТБ 2023 года
  - 4-кратный серебряный призёр Чемпионата России — 2001,2002,2004,2007 годы
  - 6-кратный бронзовый призёр Чемпионата России — 2000,2003, 2005,2009,2010,2011 годы
  - 2-кратный обладатель Кубка России — 2003 и 2009 годы
  - 3-кратный финалист Кубка России — 2003—2005 годы
  - Обладатель Кубка Североевропейской баскетбольной лиги (NEBL) — 2003 год
  - Победитель Евролиги ФИБА — 2004
  - Обладатель Кубка Европы — 2011

Домашние игры УНИКС проводит в Баскет-холле. Вместимость арены — 7000 зрителей, год постройки — 2002 г.

### Хоккей с мячом
Мужской хоккей с мячом в Казани представляет:
- ХК «Динамо-Казань»:
  - Чемпион России по хоккею с мячом - 2010/11.
  - Серебряный призёр чемпионата России — 2011/12.
  - Бронзовый призёр чемпионата России — 2008/09.
  - Обладатель Кубка России — 2009/10.
  - Финалист Кубка России — 2001/02, 2011.
  - Обладатель Кубка мира — 2010.
  - Обладатель кубка чемпионов - 2009.

Домашние игры ХК «Динамо-Казань» проводит на стадионе «Ракета».
Вместимость 7500 зрителей. Стадион «Ракета» — одно из старейших спортивных сооружений Казани(1947) — в 1999 году претерпело масштабную реконструкцию, в ходе которой арена обзавелась помимо прочего полем с искусственным льдом.

### Хоккей на траве
Мужской хоккей на траве в Казани представляет:
- ХК «Динамо», подавляющий лидер (15-кратный чемпион!) в стране на протяжении полутора десятков лет:
  - Чемпион России по хоккею на траве 2003—2008, 2010—наст.вр.
  - Серебряный призёр чемпионата России — 2002, 2009.
  - Бронзовый призёр чемпионата России — 2000, 2001.
  - Чемпион стран СНГ по хоккею на траве среди мужчин — 2014/2015.
  - Победитель Европейского кубка обладателей Кубков по хоккею на траве среди мужчин — 2002 (дивизион «С»), 2007 (дивизион «B»).

Домашние игры ХК «Динамо» проводит в одном из самых крупных и современных в России Центре хоккея на траве, который имеет 2,4 тыс. зрительских мест, открыт в 2007 г. и также был важным объектом Универсиады-2013.

### Шахматы
Город известен своими шахматными школой и традициями на протяжении многих десятилетий в трёх столетиях. Один из первых в Российской Империи, Казанский шахматный клуб был основан в 1885 году. В советский период существовала одна из первых в стране шахматно-шашечных газет и были открыты кружки, а затем шахматная федерация Татарстана и Дворец шахмат и шашек имени Р. Г. Нежметдинова. В Казани запланировано сооружение крупного и уникального нового Дворца шахмат.
В городе разработана теория казанских и татарстанских так называемых сказочных шахмат и была сильная советская традиционная шахматная школа. В Казани жили или освоили шахматное искусство советские и российские чемпионы и мастера страны и мира по шахматным композициям, гроссмейстеры, чемпионы страны и претенденты на чемпионы мира по шахматам. В городе действует шахматный фонд «Казань-1000» и шахматный спортклуб «Ладья-Казань», команда которого выступает в первенствах России и Европы (призёр в 2001-2003 гг).
В постсоветское время в городе проводятся важные соревнования российского и мирового уровня вплоть до матча «Татарстан — Европа» (2001), Чемпионата России по шахматам (2005), Матча за звание чемпионки мира по шахматам (1999, с одной из претенденток из Казани - Алисой Галлямовой), Матча претендентов на звание чемпиона мира по шахматам (2011, также с одним из претендентов выходцем из Казани - Гатой Камским).

### Другие виды спорта

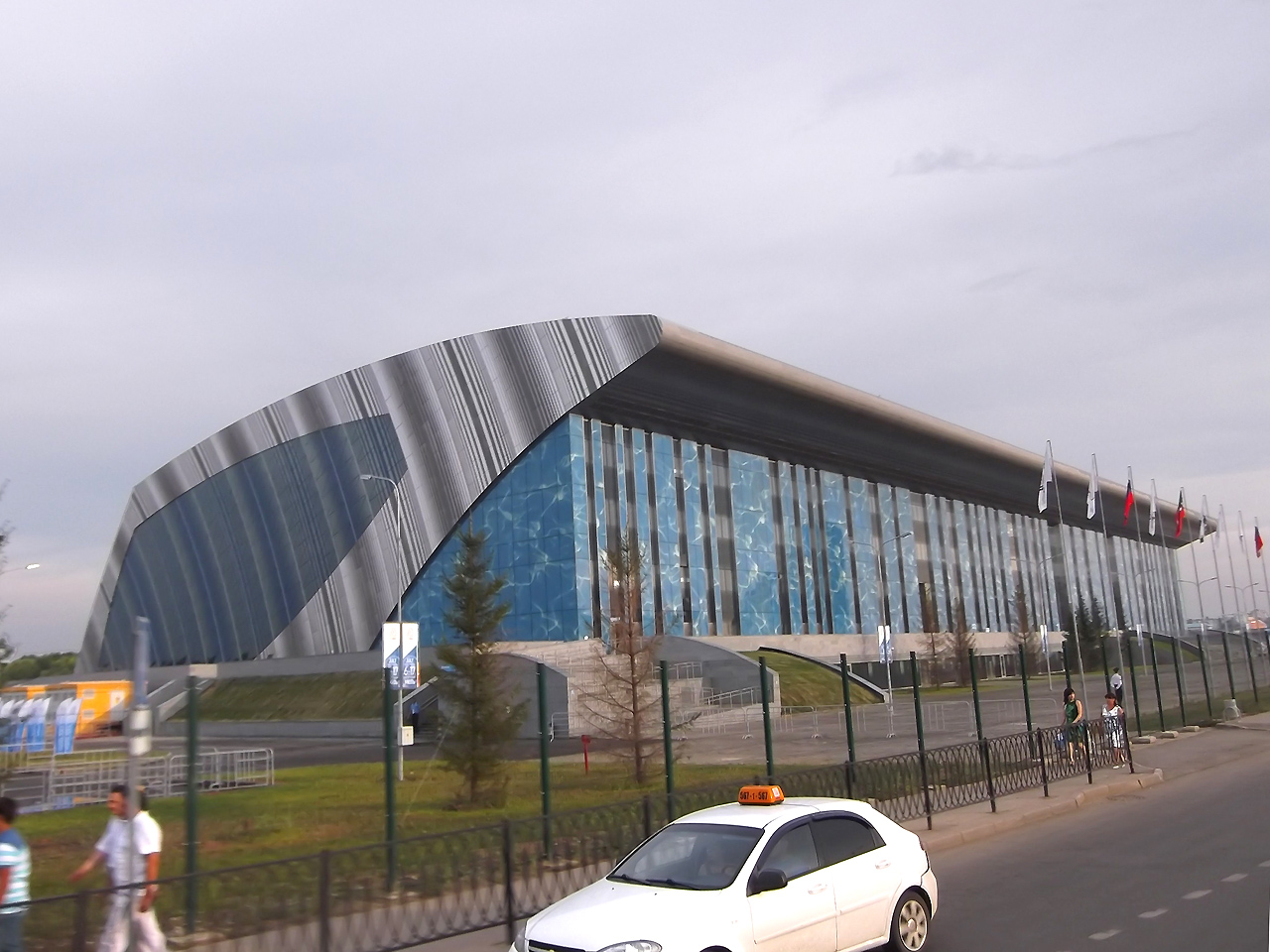
Дворец водных видов спорта

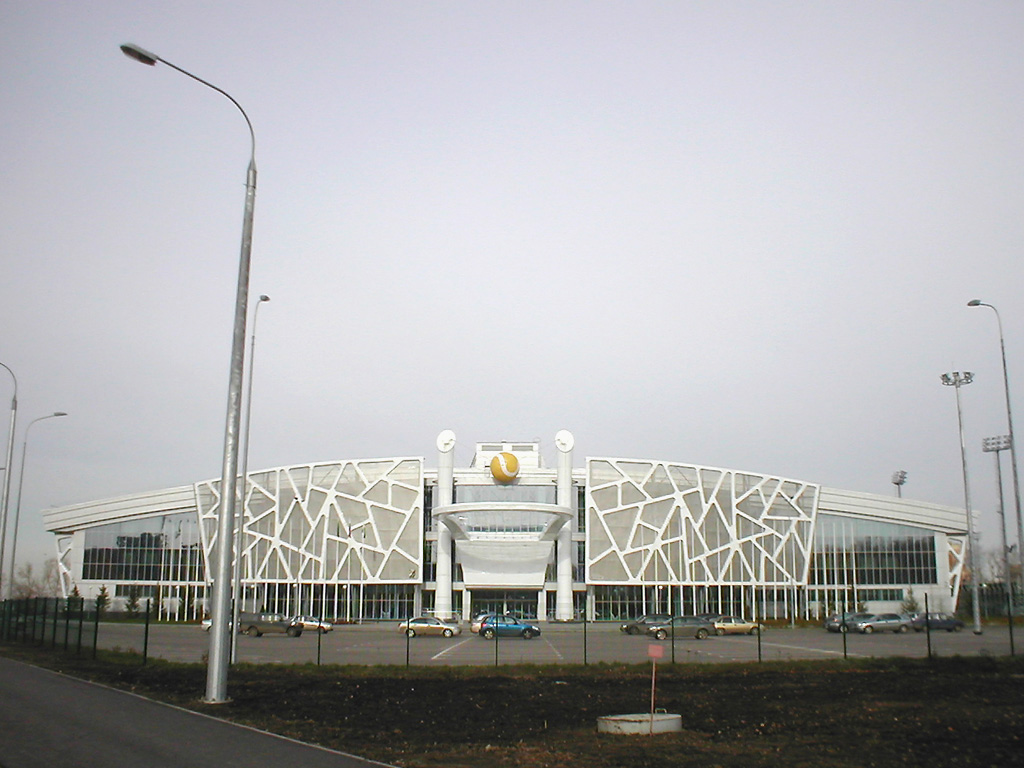
Казанская академия тенниса

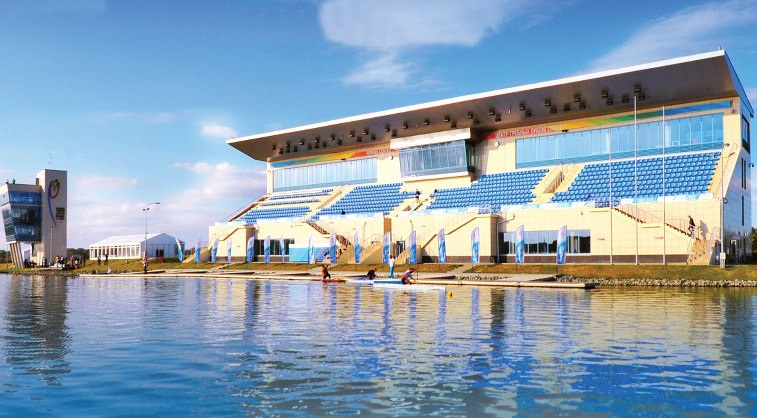
Гребной канал на озере Кабан

- Чемпион России по регби-13 «Стрела»
- Чемпион России 2007 года, обладатель ЛЕН-трофи[англ.] 2007 года «Синтез» (водное поло)
- Мужской гандбольный клуб КАИ «Зилант».

## Уроженцы Казани — призёры Олимпиад
- Лидия Аверьянова — гребля, семикратное золото СССР 1983—1989 гг. и золото мира 1983, 1985, 1986 гг.
- Екатерина Гамова — волейбол, серебро Олимпиад 2000, 2004 гг.
- Марат Ганеев — велогонки, бронза Олимпиады 1988 г.
- Камилла Гафурзянова — фехтование, серебро Олимпиады 2012 г.
- Наиля Гилязова — фехтование, золото Олимпиады 1976 г., серебро Олимпиады 1980 г.
- Светлана Демина — стендовая стрельба, серебро Олимпиады 2000 г.
- Геннадий Еврюжихин — футбол, бронза Олимпиады 1972 г.
- Айрат Закиев — пауэрлифтинг, серебро Паралимпиаде 2008 г.
- Денис Капустин — лёгкая атлетика (тройной прыжок), бронза Олимпиады 2000 г.
- Ольга Князева — фехтование, золото Олимпиады 1976 г.
- Анастасия Колесникова — художественная гимнастика (групповое многоборье), серебро Олимпиады 2000 г.
- Виктор Колотов — футбол, бронза Олимпиад 1972, 1976 гг.
- Лидия Логинова — волейбол, золото Олимпиады 1980 г.
- Елена Мигунова — лёгкая атлетика (эстафета), серебро Олимпиады 2008 г.
- Василий Мосин — стендовая стрельба, бронза Олимпиады 2012 г.
- Ирина Полякова — биатлон и лыжные гонки, золото и серебро Паралимпиад
- Надежда Чернышова — гребля, серебро Олимпиады 1976 г.
- Дарья Шкурихина — художественная гимнастика (групповое многоборье), золото Олимпиады 2008 г.
- Людмила Шубина — гандбол, золото Олимпиады 1976 г.
- Марта Мартьянова — фехтование, золото Олимпиады 2020 г.

## Крупные соревнования в последние годы
В Казани были проведены следующие соревнования:
- Матч за звание чемпионки мира по шахматам 1999
- Чемпионат России по фигурному катанию 2003, 2006, 2009
- Чемпионат России по шахматам 2005
- Чемпионат мира по хоккею с мячом 2005, 2011
- Чемпионат Европы по хоккею на траве 2007
- Чемпионат мира по хоккею с шайбой среди юниоров 2008
- Чемпионат России по лёгкой атлетике 2008
- Чемпионат мира по боксу среди студентов 2008
- финальные игры Первой летней Универсиады России 2008
- начало ралли Шёлковый путь 2009
- Чемпионат Европы по тяжёлой атлетике 2011
- Матчи претендентов на звание чемпиона мира по шахматам 2011
- Чемпионат мира по бальным и спортивным танцам 2011
- Чемпионат Европы среди молодежи по фехтованию 2011
- Этапы Чемпионата мира «Формула 1» на воде F1H2O 2011, 2012 (на озере Нижний Кабан)
- Чемпионат мира по фитнесу и бодибилдингу 2012
- Чемпионат мира среди полицейских по дзюдо 2012
- Чемпионат мира по академической гребле среди студентов 2012
- Чемпионат мира по пулевой стрельбе среди студентов 2012
- Европейский квалификационный турнир по тхэквондо в 2012
- Летняя Универсиада 2013
- Чемпионат Европы по бадминтону 2014
- Чемпионат России по синхронному плаванию 2014
- Чемпионат мира по фехтованию 2014
- Чемпионат России по лёгкой атлетике 2014
- первый в истории Кубок мира FINA по хай-дайвингу 2014
- Чемпионат мира по водным видам спорта 2015
- чемпионаты мира и Европы по акробатическому рок-н-роллу 2015
- Чемпионат мира по легкой атлетике среди юниоров 2016
- первый Чемпионат мира по пулевой стрельбе среди глухих 2016
- Чемпионат Европы по дзюдо 2016
- Чемпионат Европы по самбо 2016
- Чемпионат мира по тхэквондо 2016
- Чемпионат мира по кёрлингу среди смешанных команд 2016
- Кубок конфедераций 2017
- этап чемпионат мира по легкой спортивной авиации Red Bull Air Race 2017
- Чемпионат Европы по пулевой стрельбе среди полицейских 2017
- Чемпионат Европы по пляжному волейболу среди юниоров 2017
- Чемпионат мира по ушу 2017
- матчи Лиги Чемпионов УЕФА по футболу
- матчи Лиги Европы УЕФА по футболу

Постоянно проводимые в городе соревнования:
- чемпионаты мира по борьбе на поясах и борьбе корэш
- этапы чемпионата и кубка России по автомобильным кольцевым гонкам (на трассе Казань-ринг)
- Международный чемпионат по боевым искусствам Бои по правилам TNA
- Кубок Казанского Кремля по теннису
- Международные соревнования по тяжелой атлетике «Мемориал имени А. П. Курынова»
- Кубок Президента Татарстана по конному спорту
- Кубок Президента Татарстана по автомобильным кольцевым гонкам
- регаты Кубка Волги (Volga Open) по парусному спорту среди крейсерских яхт
- этапы Кубка России по конному спорту
- этапы первенств России по стрелковому спорту, парашютизму и авиаспорту и пр.
- матчи первенств России по разным игровым видам спорта
- чемпионаты мира, Европы, России среди студентов и школьников по мини-футболу, шахматам и пр.
- всероссийские спартакиады среди студентов и школьников, а также ведомственные

Казань примет в ближайшем будущем следующие соревнования:
- Чемпионат мира по футболу 2018
- Чемпионат Европы по тхэквондо 2018
- Чемпионат Европы по бадминтону 2018
- этапы чемпионата мира по легкой спортивной авиации Red Bull Air Race 2018, 2019
- Мировой чемпионат рабочих профессий WorldSkills 2019
- Чемпионат Европы по триатлону 2019
- Чемпионат мира по плаванию на короткой воде 2022
- Игры будущего 2024[14].

Рассматривались и рассматриваются предложения о проведении в Казани (или совместно с Санкт-Петербургом) Олимпиады 2024, 2028 или позже, а также заявка на Летние юношеские Олимпийские игры 2022 года.